# مارك جارنر
مارك جارنر (بالإنجليزية: Mark Garner) هو منافس ألعاب قوى أسترالي، ولد في 30 يونيو 1969.

## وصلات خارجية
- مارك جارنر على موقع الاتحاد الدولي لألعاب القوى (الإنجليزية)
- مارك جارنر على موقع النتائج التاريخية لألعاب القوى الأسترالية (الإنجليزية)
- مارك جارنر على موقع أوليمبيديا (الإنجليزية)
- مارك جارنر على موقع اللجنة الأولمبية الأسترالية (الإنجليزية)